# Wedringer Straße 13

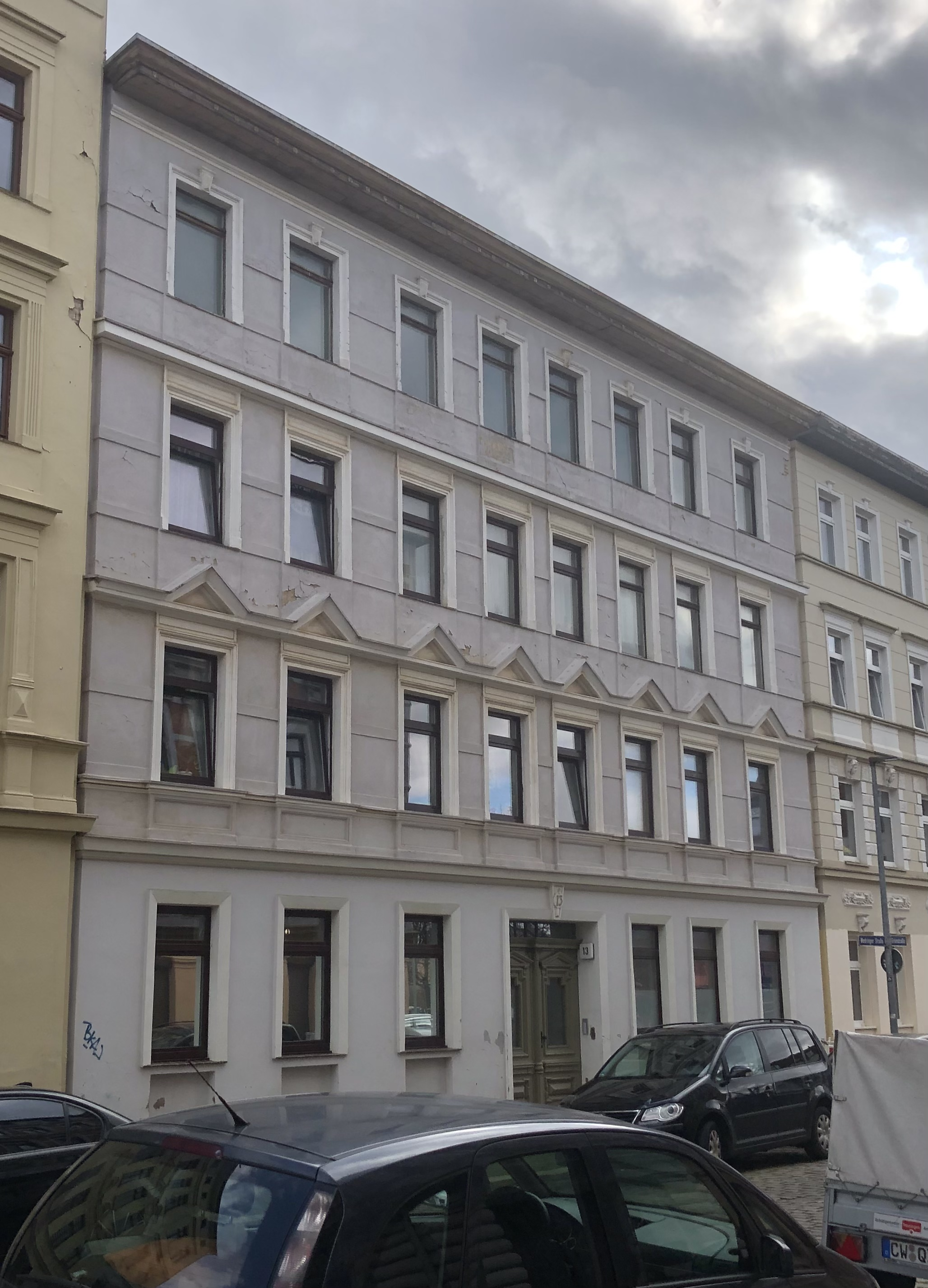
Wedringer Straße 13 im Jahr 2023

Die Wedringer Straße 13 ist ein denkmalgeschütztes Wohnhaus in Magdeburg in Sachsen-Anhalt.

## Lage
Das Gebäude befindet sich im Magdeburger Stadtteil Neue Neustadt, auf der Südseite der Wedringer Straße. Unmittelbar westlich grenzt das gleichfalls denkmalgeschützte Haus Wedringer Straße 12, östlich das Haus Nummer 14 an.

## Architektur und Geschichte
Das viergeschossige verputzte Gebäude entstand im Jahr 1888 im Stil der Neorenaissance. Die Bauausführung erfolgte durch Wilhelm Hornauer, Bauherr war Gustav Hornung. Die achtachsige Fassade war im Erdgeschosses ursprünglich rustiziert. Die Fensteröffnungen der Beletage im ersten Obergeschoss werden durch Dreiecksgiebel überspannt. Insgesamt ist die Fassade schlicht dekoriert und knüpft somit an Gestaltungen aus der Mitte des 19. Jahrhunderts an.
Im Denkmalverzeichnis des Landes Sachsen-Anhalt ist das Wohnhaus unter der Erfassungsnummer 094 17990  als Baudenkmal verzeichnet.
Der Bau gilt im Zusammenhang mit der umgebenden gründerzeitlichen Bebauung als städtebaulich bedeutend.